# Dolly (transport)
Pour les articles homonymes, voir Dolly.
 (novembre 2012).

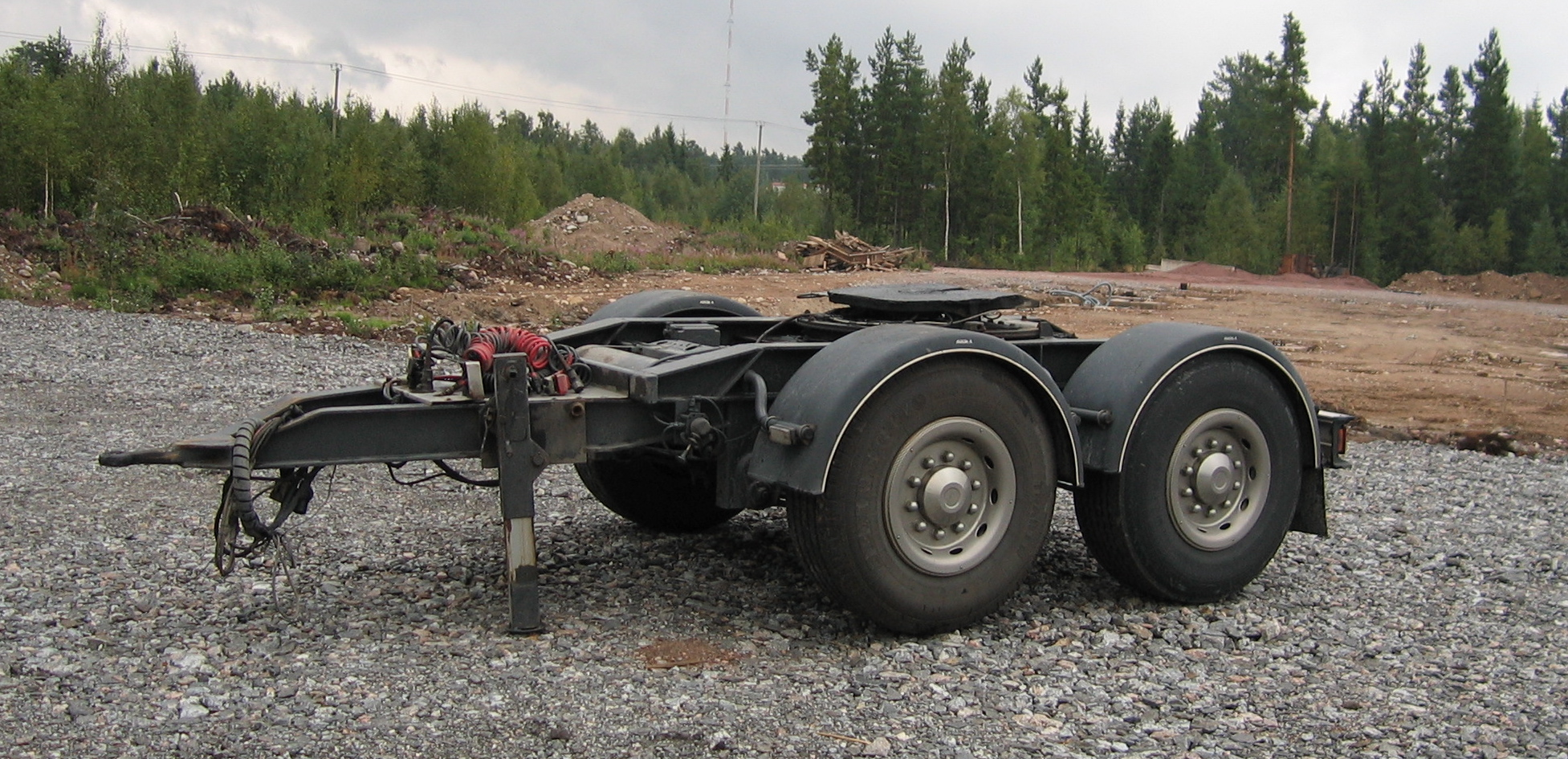
Dolly de type européen

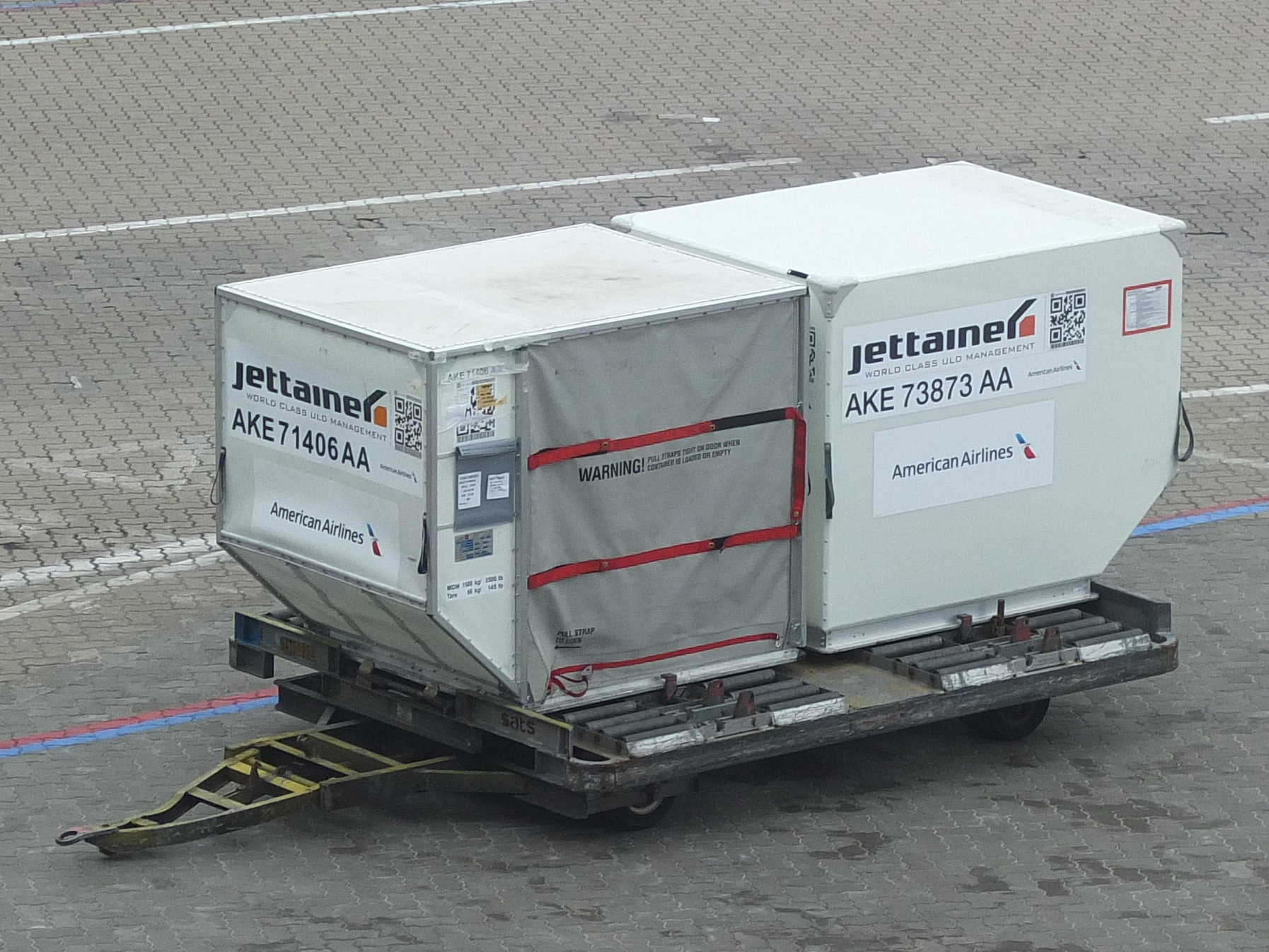
Un dolly d'aéroport contenant deux dispositifs de chargement d'unité de chargement d'aéronef

Un dolly (ou diabolo) est un avant-train composé d'un à trois essieux. Il sert à accrocher une semi-remorque lorsque l'on n'a pas de sellette. On peut accrocher ce dolly à un porteur, ou à une autre semi-remorque. Ce dolly possède deux attelages, le premier sert à l'accrocher et le deuxième, la sellette, sert à accrocher la semi-remorque. Il possède sa propre plaque d'immatriculation, et sa carte grise, car il pèse plus de 500 kg.  
Le dolly est fréquemment utilisé en Finlande et en Suède pour atteler une semi-remorque à un camion classique. En Australie, le dolly permet de constituer les trains routiers. En France, son utilisation est très rare car la législation des transports exige que les véhicules ne dépassent pas 18,75 m. Certains pays européens[Lesquels ?] ont autorisé une longueur de 25,25 m, ce qui fait porteur + dolly + semi-remorque. Il peut être utilisé lorsque l'on transporte des conteneurs. Lorsqu'il est utilisé en conteneur, l'ensemble est composé de : tracteur + semi-remorque + dolly + semi-remorque. Dans ce dernier cas l'ensemble mesure moins de 18,75 m.